# برنامج شندريان
برنامج شندريان ()، المعروف أيضًا باسم البرنامج الهندي لاستكشاف القمر، هو سلسلة مستمرة من بعثات الفضاء الخارجي من قبل منظمة أبحاث الفضاء الهندية (ISRO). يشتمل البرنامج على مركبة فضائية مدارية قمرية، ومركبة مسبار، وهبوط لين، ومركبة جوالة على سطح القمر. اسم البرنامج من الكلمة السنسكريتية candrayāna (ومعناها: «مركبة القمر»).
قدرت تكلفته بنحو ₹1,364 كرور.